# Powiat Senica
Powiat Senica (słow. okres Senica) – słowacka jednostka podziału administracyjnego znajdująca się w kraju trnawskim. Powiat Senica zamieszkiwany jest przez 60 891 obywateli (w roku 2002) i zajmuje obszar 684 km². Średnia gęstość zaludnienia wynosi 89,02 osób na km².